# Ecdemus pereirai
Ecdemus pereirai là một loài bướm đêm thuộc phân họ Arctiinae, họ Erebidae.